# Пятнадцатая поправка к Конституции США
Пятнадцатая поправка к Конституции США — поправка, запрещающая властям на уровне государства или отдельных штатов ограничивать граждан страны в активном избирательном праве по признаку «расы, цвета кожи или в связи с нахождением в рабстве в прошлом». Она была принята 3 февраля 1870 года, став третьей и последней из так называемых «поправок эпохи Реконструкции».
В последние годы Гражданской войны в США и в последовавшие за этим годы Реконструкции в Конгрессе неоднократно обсуждался вопрос о правах для миллионов бывших чернокожих рабов. К 1869 году были приняты поправки об отмене рабства и обеспечении гражданских прав и равной защиты в соответствии с законодательством, но победа лишь с небольшим перевесом Улисса Гранта президентских выборах в 1868 году убедила большинство республиканцев, что защита права голоса чернокожих избирателей очень важна для будущего партии. После отказа принять расширенную версию поправки об избирательном праве Конгресс предложил компромиссную поправку, запрещающую ограничения права голоса на основании расы, цвета кожи или нахождения в рабстве в прошлом, 26 февраля 1869 года. Ратификация поправки проходила с большими трудностями, окончательно она была принята 30 марта 1870 года.
Верховный суд Соединённых Штатов в конце XIX века интерпретировал поправку очень узко. С 1890 по 1910 год большинство чернокожих избирателей на Юге оказались фактически бесправными из-за новых конституций и законов, включающих такие препятствия к участию в выборах, как избирательные налоги и дискриминационные тесты на грамотность, от которых белые избиратели были освобождены согласно дедушкиной оговорке. Система «праймериз только для белых» и запугивание белыми группами под угрозой применения силы также снижали участие чернокожих в политике.
В XX веке суд начал интерпретировать поправку в более широком смысле, отменив дедушкины оговорки по итогам процесса «Гуинн против США» (1915) и ликвидации системы «белых праймериз» после «процессов о техасских праймериз» (1927—1953). Наряду с более поздними мерами, такими как Двадцать четвёртая поправка, которая запрещала избирательный налог на федеральных выборах, и итог процесса «Харпер против избирательного совета штата Вирджиния» (1966), который запрещал избирательный налог на выборах в штатах, эти решения значительно расширили возможность участия чернокожих в американской политической системе. Наиболее важным стал Закон об избирательных правах 1965 года, который предусматривал обеспечение соблюдения конституционных прав меньшинств, долгое время лишённых права голоса под надзором федеральных властей.

## Текст
Раздел 1. Право голоса граждан Соединённых Штатов не должно оспариваться или ограничиваться Соединёнными Штатами или каким-либо штатом по признаку расы, цвета кожи либо выполнения ранее подневольной работы. 
Раздел 2. Конгресс имеет право обеспечивать исполнение настоящей статьи посредством принятия соответствующего законодательства.